# Gheorghe Ante
Gheorghe Ante (n. 15 aprilie 1898, Văleni, Roman – d. 6 iunie 1978, Piatra Neamț) a fost un militar de carieră, publicist, poet.

## Biografie

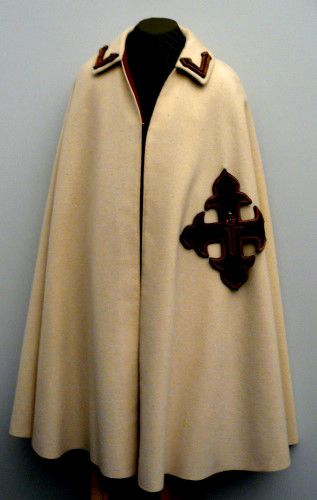
Pelerina Ordinului Mihai Viteazul care a aparținut colonelului Gheorghe Ante, comandant de companie și de batalion în Regimentul 15 Infanterie în perioada Primului Război Mondial.

Urmează școala primară în satul natal și liceul militar la Iași. În timpul Primului Război Mondial sublocotenentul Gheorghe Ante participă cu Regimentul 15 Infanterie pe fronturile de la Oituz, Târgu Ocna, Turda. Devine comandant de companie apoi de batalion. După război contribuie în mod decisiv la reînființarea Universității românești din Cluj, precum și a Operei române. Se căsătorește cu Maria Kühnel, descendentă dintr-o familie de austrieci înstăriți, împreună având un fiu, Laurian Ante, cunoscut mai târziu ca scriitor, dramaturg și cineast. Al doilea Război Mondial îl găsește la comanda garnizoanei militare a județului Neamț cu gradul de colonel. După 1947 se ocupă cu reorganizarea Corului veteranilor și cu pirogravurile pe os de ren după picturile lui Nicolae Grigorescu, donate Mănăstirii Agapia.

## Scrieri
A scris un volum de versuri inspirate de participarea la Primul Război Mondial (publicat în anul 2016 cu titlul Postume la centenar), un caiet cu versuri de dragoste și un volum intitulat Doiniri Voivodale, publicat la tipografia Lumina, Piatra Neamț, în 1938. Colaborează la revistele Calendarul Ostașului, Magazin istoric, Flacăra.

## Medalii
- Ordinul Mihai Viteazul, clasa a III-a

„„Dorind a răsplăti meritele sublocotenentului Ante Gheorghe din regimentul 15 infanterie pentru vitejia sa și avîntul cu care a luptat împotriva maghiarilor în luptele de la Zilah din 22-25 februarie 1919. În noaptea primei zile, pe cînd inamicul ataca cu înverșunare orașul și trupa era angajată în luptă, a adunat un grup de 20 soldați cu care a dat timp trenului de luptă al Regimentului și Bateriilor 1 din Regimentul 2 Artilerie de cîmp, să se retragă, scoțîndu-le din pericolul capturării. La 16 August a condus cu energie focul unei secții de mitraliere, sfidînd focul violent al mitralierelor inamice din satul Ricse: iar la Tisa-Füered, punîndu-se în ziua de 1 Maiu în fruntea unei secții a atacat cu hotărîre flancul inamicului și prin focuri l-a silit să se retragă în dezordine, evitînd prin aceasta unitățile de a se angaja într-o luptă de stradă, care ar fi cerut multe sacrificii. Noi îi conferim Ordinul Mihai Viteazul, clasa a III-a. Drept care îi dăm acest brevet subscris de noi și investit cu regescul Nostru sigiliu”— Dat în București, la 3 iulie 1919, Regele Ferdinand I al României

## Legăturiexterne
- Istoria jurnalismului din România în date, Marian Petcu
- Gheorghe Ante (1898-1978) Arhivat în 13 ianuarie 2015, la Wayback Machine., revista Melidonium, 14 aprilie 2012
- Gheorghe Ante, militarul care a înființat Corul Veteranilor din Piatra Neamț, Ziarul Ceahlăul, 15 aprilie 2014